# 毎日書評賞
毎日書評賞（まいにちしょひょうしょう）は、毎日新聞の創刊130周年に日本の書評文化の発展を願って創設された、毎日新聞社主催の賞である。第12回（2013年度）より毎日出版文化賞の一部門「書評賞」として併合されたが、2016年度をもって終了となることが発表された。

## 受賞者
- 第1回（2003年）藤森照信『建築探偵、本を伐る』晶文社
- 第2回（2004年）鹿島茂『成功する読書日記』文藝春秋
- 第3回（2005年）富山太佳夫『書物の未来へ』青土社
- 第4回（2006年）谷沢永一『紙つぶて 自作自注最終版』 文藝春秋
- 第5回（2007年）池内恵『書物の運命』 文藝春秋
- 第6回（2008年）『鶴見俊輔書評集成』全3巻 みすず書房
- 第7回（2009年）『歴史としての現代日本 五百旗頭真書評集成』千倉書房
- 第8回（2010年）小西聖子『ココロ医者、ホンを診る－本のカルテ10年』武蔵野大学出版会
- 第9回（2011年）苅部直『鏡の中の薄明』幻戯書房
- 第10回（2012年）海部宣男『世界を知る101冊　科学から何が見えるか』岩波書店
- 第11回（2013年）堀江敏幸『振り子で言葉を探るように』毎日新聞社

以下は毎日出版文化賞「書評賞」（2016年まで）
- 毎日出版文化賞書評賞第67回（2013年）辻原登『新版 熱い読書 冷たい読書』筑摩書房。
- 毎日出版文化賞書評賞第68回（2014年）立花隆『読書脳　ぼくの深読み300冊の記録』 文藝春秋
- 毎日出版文化賞書評賞第69回（2015年）角幡唯介『探検家の日々本本』幻冬舎
- 毎日出版文化賞書評賞第70回（2016年）荒川洋治『過去をもつ人』 みすず書房

## 選考委員
- 2010年まで 中村桂子、丸谷才一、山崎正和
- 2011年- 中村、松原隆一郎、池澤夏樹

| スタブアイコン | サブスタブ | この項目は、まだ閲覧者の調べものの参照としては役立たない、文学に関連した書きかけの項目です。この項目を加筆・訂正などしてくださる協力者を求めています（P:文学、PJ:ライトノベル）。項目が小説家・作家の場合には{Writer-substub}を、文学作品以外の本・雑誌の場合には{Book-substub}を貼り付けてください。 |